# إيشين شيشي

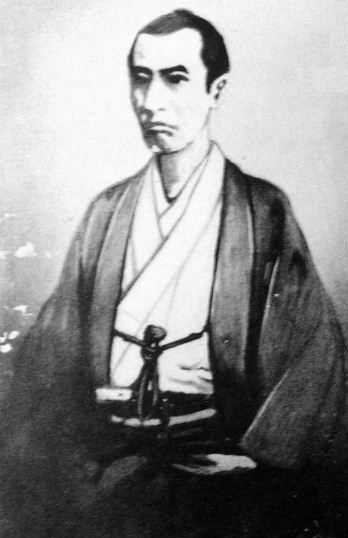

شيشي 志士 وأحيانا إيشين شيشي 維新志士 كان مصطلحا يطلق على مجموعة من السياسيين اليابانيين الذين نشطوا بنهاية فترة إيدو، المعنى لكلمة شيشي حرفيا هو "رجال الغاية العليا"، ولكن المصطلح كان يشير إلى حركة مناهضة لنظام شوغون، وتكونوا من أفراد من الساموراي من جماعات ساتسوما، تشوشو، وتوسا الذي ينحدرون للمناطق الجنوبية الغربية.
وجدت من بينهم مجموعات مختلفة الفكر، فكان هناك من التزم طريق العنف كمنفذي الاغتيالات كاوكامي غنساي، ناكامورا هانجيرو، أوكادا إيزو، وتاناكا شينبيي. غنساي بالتحديد كان مسؤولا عن اغتيال ساكوما شوزان. من المتطرفين من المجموعة كان هناك ميابي تيزو الذي عرف بعدم اكتراثه بحياة العامة، كما كان من قادة الخطة التي أحبطتها فرقة شينسنغومي في فندق إيكيدايا، والتي هدفت لإحراق كيوتو في مهرجان غيون.

## اقرأ أيضا
- باكوماتسو
- نظام توكوغاوا شوغون
- استعراش ميجي
- النبلاء الكبار الثلاثة